# Moroni
Moroni (arabiska: موروني, Mūrūnī) är sedan 1962 huvudstad i staten Komorerna. Moroni är belägen på ön Grande Comores västra kust. Befolkningen beräknades till 54 000 invånare 2011.
Staden hyser en internationell flygplats, Aéroport international Prince Said Ibrahim, och en hamn med reguljär trafik till det afrikanska fastlandet, till andra öar i den komoriska arkipelagen samt till Madagaskar och andra öar i Indiska oceanen.

## Näringsliv
Moronis ekonomi är till stor del baserad på jordbruk (80 %), men viss administration utgör också en del av stadens näringsliv.

## Historia
Staden grundades av arabiska köpmän, möjligen på 900-talet, som huvudstad i ett sultanat med handelsförbindelser till Zanzibar i Tanzania.